# Estació del Morrot
El Morrot és una estació ferroviària de mercaderies d'adif, construïda per l'antiga MZA, situada al districte de Sants-Montjuïc entre la Ronda Litoral i la Terminal Port Nou (sector 3) del Port de Barcelona. L'estació es troba a l'antic ramal de la línia Barcelona-Vilanova-Valls construït l'any 1881 paral·lel a la carretera del Morrot per on accedia a l'estació de Sant Beltran, terminal de la línia a les Hortes de Sant Beltran vora les Drassanes de Barcelona. Posteriorment l'any 1887 amb la unificació de la línia amb la línia de Vilafranca, els trens de viatgers van deixar de passar per la carretera del Morrot, per passar per l'actual traçat per Bellvitge.
Posteriorment, quan Sant Beltran donava cobertura al port i ja no atllotjava viatgers, s'havia d'ampliar en el marc d'actuacions del Pla de diversificació del trànsit ferroviari plantejat per l'empresa MZA per descongestionar l'Estació de França i l'estació del Clot. Es va aprovar l'ampliació el 1902 però finalment només es feu de forma parcial per un conveni amb el Port de Barcelona i va acabar amb el desmantellament del baixador i el trasllat d'aquest a la planificada estació del Morrot que va entrar en funcionament el 1917 com a terminal ferroviària de mercaderies del Port.
Actualment funciona com a estació terminal de mercaderies del port i s'hi accedeix mitjançant el ramal de mercaderies de Can Tunis que enllaça amb la línia Castellbisbal / el Papiol - Mollet i la línia Barcelona-Martorell-Vilafranca-Tarragona al nus del Papiol. Antigament també s'hi podia accedir des de la línia Barcelona-Vilanova-Valls però des de les obres de la LAV Madrid-Barcelona el 2005, només es pot accedir via el ramal de Can Tunis.
L'estació del Morrot és una estació externa al Port de Barcelona, però que li dona servei, és la segona estació TECO (trens de contenidors) més important de Renfe, per darrere de Madrid-Abroñigal. Actualment està treballant al límit de la seva capacitat.